# Num Ri
Der Num Ri ist ein Sechstausender in der Khumbu-Region in Nepal.
Er ist dem Island Peak benachbart, ist aber im Vergleich zu diesem technisch deutlich anspruchsvoller und bislang nur einmal bestiegen worden. Weitere Berge in der Nachbarschaft sind Cho Polu und Baruntse.
Der Num Ri besitzt einen langen Bergkamm, der in östlicher Richtung in einem pyramidenartigen Gipfel kulminiert. Er ist mit zahlreichen Hanggletschern besetzt.
Die Erstbesteigung gelang am 7. November 2002 durch die Leipziger Bergsteiger Olaf Rieck, Lydia Schubert und Carsten Schmidt.